# Piana (traghetto)
Il Piana è un traghetto appartenente alla compagnia di navigazione La Méridionale.

## Caratteristiche
La Piana è lunga 180 metri e larga 30,60 metri, il suo pescaggio è di 6,70 metri e la sua stazza lorda è di 42.180 tonnellate di stazza lorda, rendendola la più grande nave operata in Corsica dalla vendita del Napoleon Bonaparte nel 2014. La nave può trasportare 750 passeggeri e ha un garage di 2.500 metri lineari di carico, ovvero una capienza di 180 rimorchi, che può contenere anche 200 automezzi e accessibile da due porte rampe posteriori. È completamente climatizzato. Ha quattro motori diesel Wärtsilä 8L46F che sviluppano una potenza di 38.400 kW guidando 2 eliche a passo variabile che fanno girare la nave a più di 24 nodi. La nave è inoltre dotata di due eliche di prua e di uno stabilizzatore antirollio con due pinne retrattili. È dotata di due grandi scialuppe di salvataggio chiuse, integrate da una scialuppa di salvataggio semirigida e numerose zattere di salvataggio. Dal 2019, il suo fumaiolo di dritta è dotato di un filtro antiparticolato.
Il traghetto si estende su 12 ponti. Nonostante la nave in realtà ne abbia solo 10, due di loro, inesistenti nei garage, vengono comunque contati. Le stanze dei passeggeri si trovano ai ponti 8, 9 e 10 mentre quelle dell'equipaggio occupano gran parte del ponte 10. I ponti 2, 3, 5 e 7 ospitano i garage.
La Piana è attrezzata per i suoi passeggeri con locali confortevoli. Tra queste strutture, dislocate per lo più sul ponte 9, vi sono il lounge bar Le Figuier situato a poppa della nave, il ristorante Palombaggia situato al centro della murata di dritta, il self service Piana a sinistra nonché un esterno a la poppa sul ponte 10. La nave dispone anche di una piccola sala cinema situata a prua sul ponte 9 e di una sala conferenze a poppa. Fino al 2018 un secondo bar, l'Arbousier, era presente sul ponte 10 poco distante dalla terrazza. Da allora è stato rimosso e sostituito con nuove cabine.
La nave dispone di 200 cabine private situate principalmente sul ponte 8 ma anche sul ponte 9 a prua e sul ponte 10 a poppa. Interne o esterne, 150 di esse possono ospitare fino a quattro persone e 50 dispongono di un ampio letto matrimoniale. Tutti sono dotati di servizi igienici completi di doccia, wc e lavabo. La nave dispone anche di una piccola lounge pullman sul ponte 8.

## Servizio
Alla fine degli anni 2000, La Méridionale ha dovuto rinnovare la propria flotta in servizio sulle linee della delegazione di servizio pubblico (DSP) tra Marsiglia e la Corsica. Dapprima andrebbe sostituita la Scandola, assegnata alla rotta fra Marsiglia e Propriano, e la cui capacità di rotabile sta diventando sempre meno adatta all'andamento del traffico merci, che è ancora in aumento. Questo problema si pone in particolare a Bastia, dove transita la maggior parte delle merci inviate all'isola. La nuova nave è quindi prevista per essere assegnata a questo porto per sostituire la Kalliste che sostituirà la Scandola su Propriano, consentendo sia di offrire una maggiore capacità di rullaggio ma anche di migliorare sensibilmente le condizioni di comfort per i passeggeri.
Al fine di offrire una certa omogeneità sulle linee del DSP, la futura nave è progettata sulla base del Pascal Paoli di SNCM, co-delegato di La Méridionale. Le caratteristiche della nuova unità saranno, tuttavia, guidate dalla nuova situazione del traffico. Pertanto, le sue dimensioni e la sua capacità sono aumentate rispetto al suo modello. Grazie ai numerosi lavori effettuati sul porto di Bastia, la sua lunghezza può essere fermata a 180 metri, consentendo una capacità di alaggio di 2.500 metri lineari, ovvero la possibilità di trasportare 180 rimorchi. Come Kalliste e Girolata, le stanze dei passeggeri della nuova nave saranno progettate per offrire il maggior comfort possibile con due bar, due aree ristorazione, un cinema e comode cabine. Infine, questa nave dovrebbe sfoggiare una nuovissima livrea prevalentemente blu, in sostituzione dei tradizionali scafi grigi di La Méridionale. In previsione dell'arrivo della nave, questa livrea verrà applicata alle altre navi della flotta, ad eccezione della Scandola.
Firmato il contratto per la costruzione della nave luglio 2008 con i cantieri croati BrodoSplit. Battezzata Piana, è stata la prima nave ordinata dalla compagnia dopo la Kalliste nel 1992.
Costruita a Spalato, la nave è stata varata il 24 novembre 2010. Tuttavia, i lavori di finitura subiranno ritardi, causando un primo rinvio della consegna a giugno 2011, mentre questo doveva avvenire in marzo o aprile. Sarà nuovamente posticipato a fine 2011, compromettendo l'entrata in servizio del carico misto per la stagione estiva. 
Dopo sei mesi di ritardo, la Piana è stata finalmente consegnata a La Méridionale il 13 dicembre 2011. Dopo aver lasciato la Croazia il 14 dicembre 2011, la Piana arriva per la prima volta a Marsiglia il 17 dicembre. La nave inizia il suo servizio commerciale il 26 dicembre tra Marsiglia e Bastia.
Avviene il suo battesimo, tenuto da Jean Bonfils il 31 gennaio 2012 a Bastia alla presenza di rappresentanti della società, funzionari eletti della regione della Corsica e della sua madrina Anne-Charlotte de Lambilly, moglie del presidente della società. Tra il 12 e il 30 marzo, la nave subisce un refit a Marsiglia dove viene sostituito il suo bulbo di prua, danneggiato durante una collisione con la banchina nella città focea a gennaio. Il 14 giugno, un guasto al verricello di una delle due ancore, rilasciato per sicurezza a causa di un forte vento che soffia su Bastia, provoca un ritardo di quattro ore sulla partenza della Piana. Per consentire alla nave di partire, l'equipaggio decise infine di tagliare la catena. L'ancora verrà ripescata pochi giorni dopo e rimontata a bordo dell'imbarcazione una volta riparato il verricello.
Nell'ottobre 2015, la nave ha subito un danno ai suoi propulsori di prua che sono stati quindi smontati per la riparazione. La nave ha comunque continuato le sue traversate per la Corsica, assistita da un rimorchiatore durante le manovre di attracco e sgancio. Per motivi di sicurezza, viene messo in questo periodo nella rotta da Marsiglia ad Ajaccio, avendo un bacino di virata più ampio, a differenza del porto di Bastia.
Nel 2017 la Piana è stata adattata ai dispositivi di connessione elettrica sulla banchina del porto di Marsiglia, consentendo l'arresto dei motori della nave durante le soste, riducendo così le emissioni di anidride carbonica e il consumo di carburante. Nel dicembre dello stesso anno fu ridipinta nei nuovi colori di La Méridionale con una livrea blu bicolore ispirata alla precedente, oltre all'aggiunta di bande degli stessi colori che delimitavano gli oblò dei ponti 9 e 10. 
Durante la sua sosta tecnica a Marsiglia tra 11 marzo e il 5 aprile 2019, la nave era dotata di un filtro antiparticolato installato vicino al suo fumaiolo di dritta. Mirato alla riduzione delle emissioni di particolato fine, il dispositivo, in fase di test, è il primo del suo genere installato su una nave. Il 1º ottobre dello stesso anno, La Méridionale viene parzialmente estromessa dal nuovo contratto DSP a favore del suo ex partner Corsica Linea. Relegata in un primo momento al solo servizio per Propriano, la cui gara è stata giudicata infruttuosa, la società è obbligata ad operare solo una nave su tre in attesa della nuova gara relativa ai porti secondari. La Piana viene così noleggiata dalla Corsica Linea per servire la Marsiglia - Porto Vecchio, la cui gara è stata anch'essa dichiarata non accolta. A partire da febbraio 2020, la nave è rientrata nella flotta La Méridionale.
Alla fine febbraio 2021, l'assemblea corsa vota per istituire un nuovo DSP che si estende su un periodo di 22 mesi. A seguito dei conflitti sociali che hanno colpito La Méridionale all'inizio del 2020 e interrotto i collegamenti tra Marsiglia e la Corsica, Corsica Linea aveva accettato di riprendere il dialogo con il suo ex partner. È in questo contesto che i due vettori si impegnano a presentare un'offerta congiunta sulla linea per Ajaccio che verrà trattenuta dall'assemblea. La Piana viene poi trasferita dal 1º marzo sul collegamento tra Marsiglia e Ajaccio.
Il 7 giugno 2025, durante la sosta a Marsiglia, prende fuoco un rimorchio nel garage del traghetto, prontamente domato dall'equipaggio. Il giorno successivo torna regolarmente in servizio.

## Linee servite
Fin dalla sua entrata in servizio, la Piana è stata assegnata alle linee della delegazione di servizio pubblico tra Marsiglia e la Corsica. Fino al 1º ottobre 2019, la nave era destinata principalmente al servizio di Bastia durante la traversata notturna. Occasionalmente toccava anche i porti di Ajaccio e Propriano.
Dal 1º ottobre 2019, in seguito allo sgombero parziale di La Méridionale dal DSP, la Piana fu trasferita tra Marsiglia e Porto Vecchio, inizialmente sotto noleggio da Corsica Linea e poi infine sotto il suo proprietario da febbraio 2020. 
Dal 1º marzo 2021, la nave è assegnata alla linea tra Marsiglia e Ajaccio che serve congiuntamente alle navi della Corsica Linea.